# 688 a.C.
Il 688 a.C. (DCLXXXVIII a.C. in numeri romani) è un anno  del VII secolo a.C.

## Eventi
- XXIII Olimpiade - Onomasto da Smirne vince il primo torneo di  pugilato e Icaro di Iperesia vince nello stadio

## Morti
- Stephinates, sovrano egizio